# Arrondissement de Sagatta Gueth

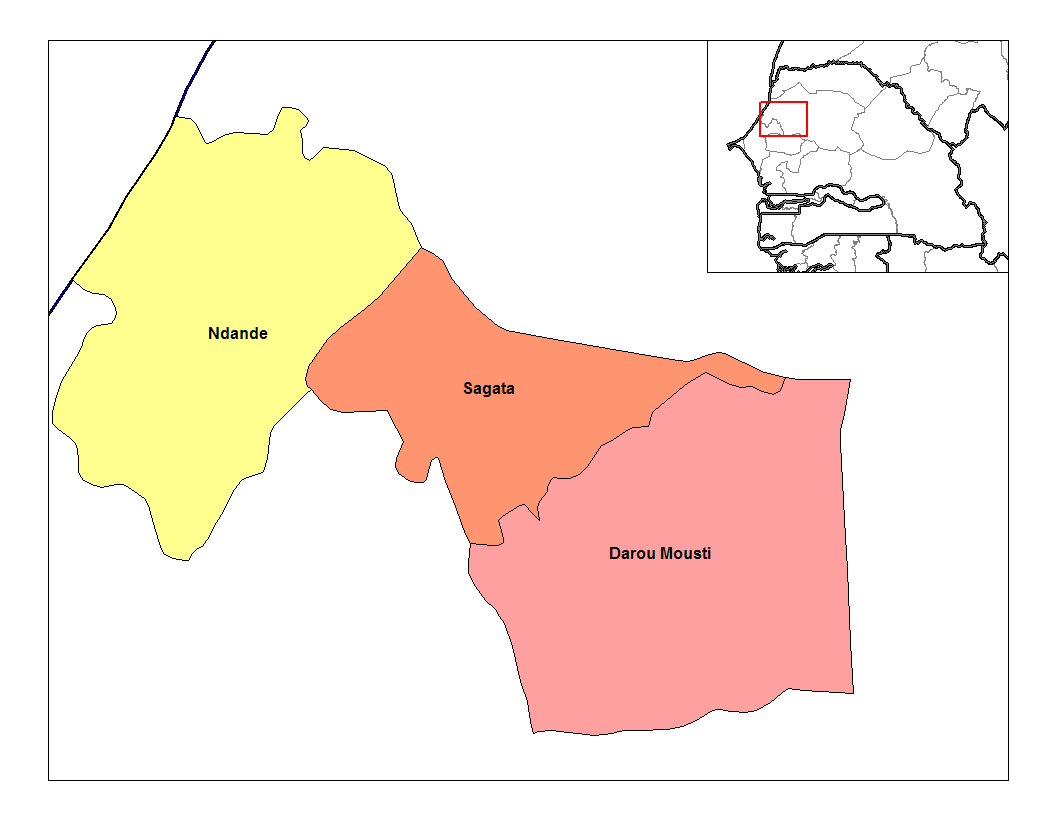
Carte du Sénégal, arrondissement Sagatta

Ne doit pas être confondu avec Arrondissement de Sagatta Dioloff.
L'arrondissement de Sagatta Gueth est l'un des arrondissements du Sénégal. Il est situé au centre du département de Kébémer, dans la région de Louga.
Le maire est El Hadj Amar LO.
Il compte cinq communautés rurales :
- Communauté rurale de Ngourane Ouolof
- Communauté rurale de Thiolom Fall
- Communauté rurale de Sagatta Gueth
- Communauté rurale de Kanène Ndiob
- Communauté rurale de Loro

Son chef-lieu est Sagatta Gueth.